# Toxorhynchites ater
Toxorhynchites ater är en tvåvingeart som först beskrevs av Daniels 1908.  Toxorhynchites ater ingår i släktet Toxorhynchites och familjen stickmyggor. Inga underarter finns listade i Catalogue of Life.